# Abderrahman Guiga
Abderrahman Guiga (arabe : عبد الرحمان بن محمد الغريب قيقة soit 'Abd al-Raḥmān ibn Muḥammad al-Gharīb Qīqah), né en 1889 à Takrouna et mort le 16 mai 1960 à Tunis, est un écrivain et folkloriste tunisien compilateur de littérature orale.

## Biographie
Originaire du village berbère de Takrouna, Abderrahman Guiga est un écrivain et folkloriste collecteur de documentation orale : il rassemble les Textes arabes de Takroûna avec William Marçais. Surtout, il est l'un des premiers enseignants à s'intéresser à l'histoire des Hilaliens en Tunisie.
Il est le père de l'écrivain Tahar Guiga avec lequel il publie une version de La Geste hilalienne.

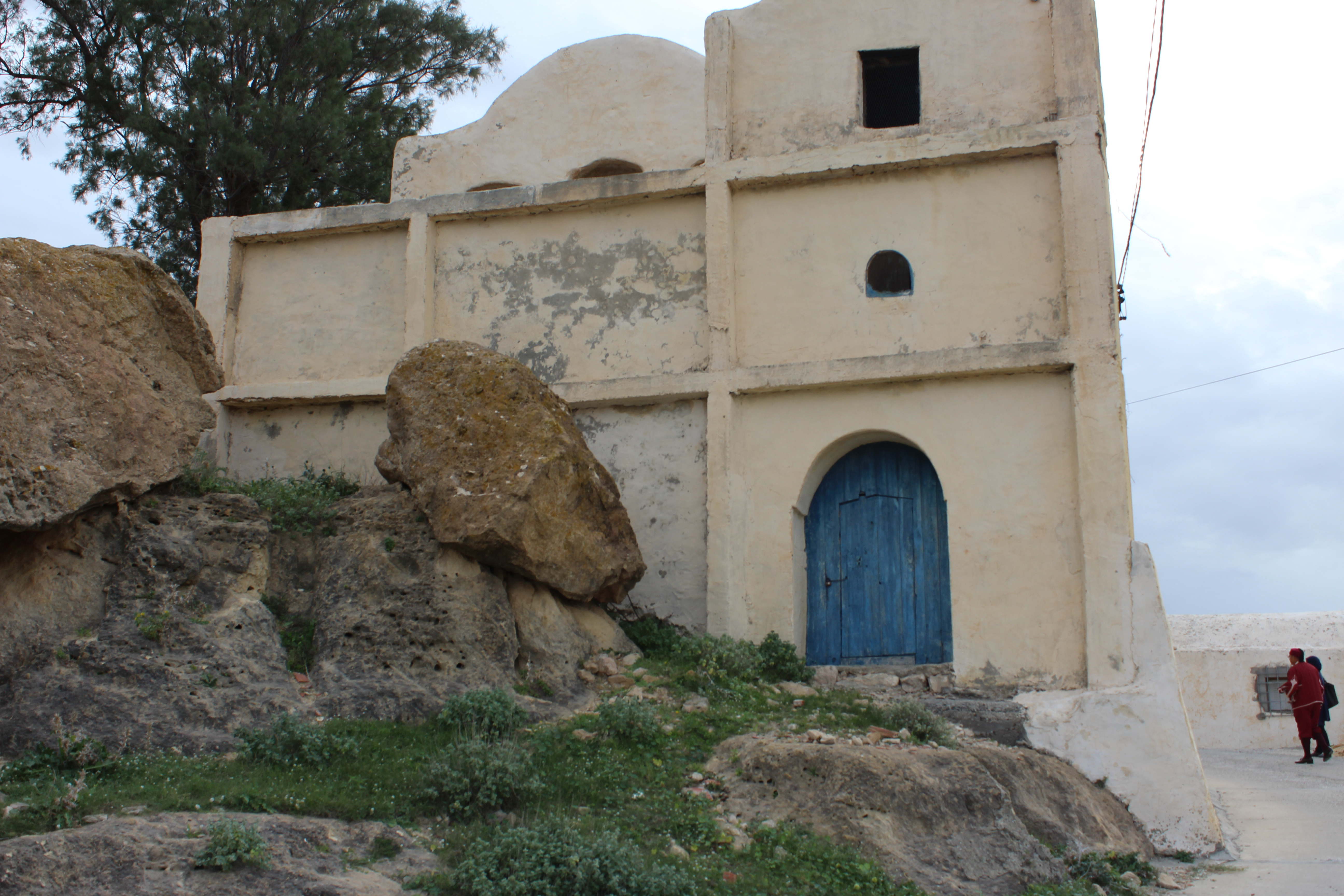
Vue de face de la maison d'Abderrahman et Tahar Guiga à Takrouna.
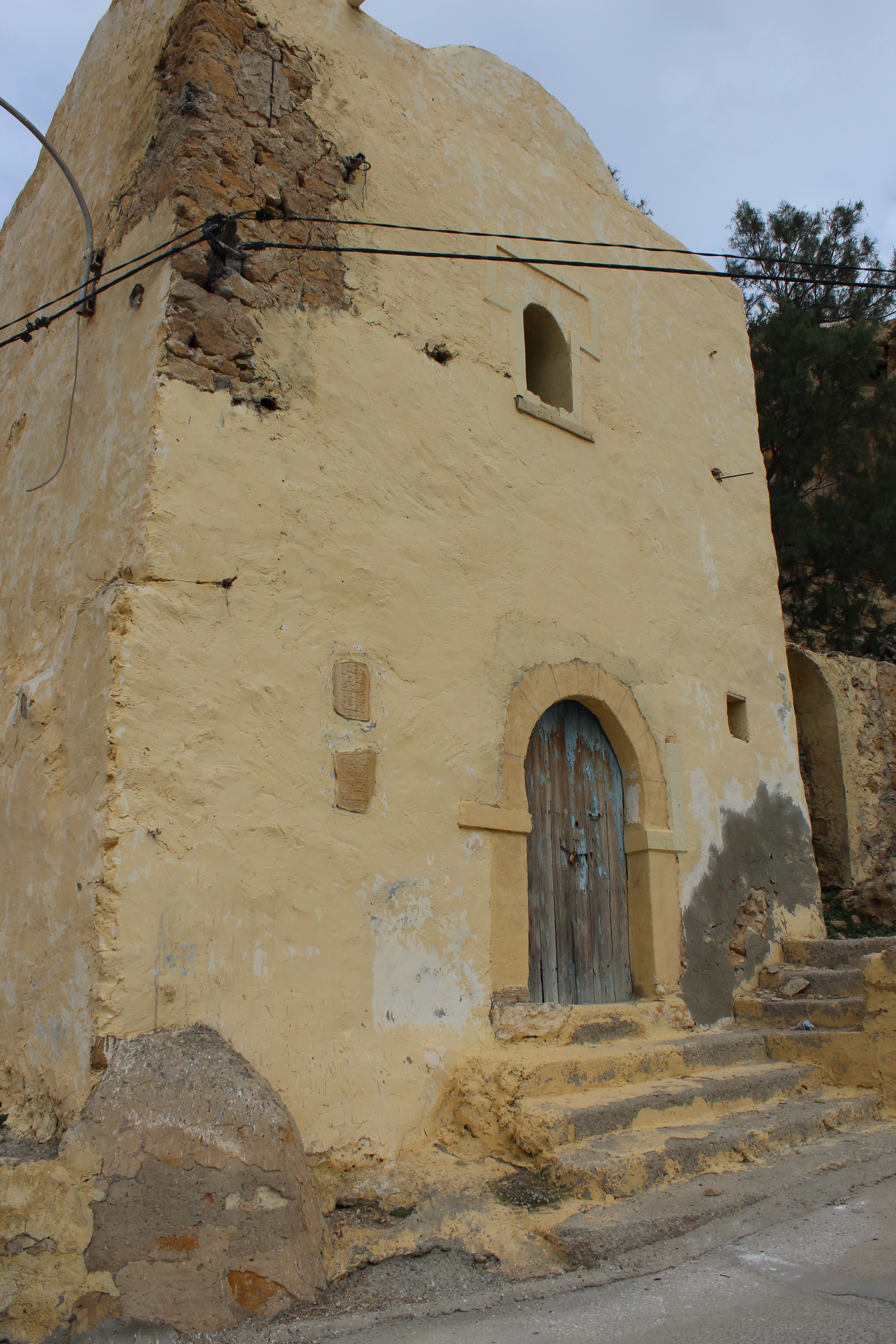
Vestiges de la maison.
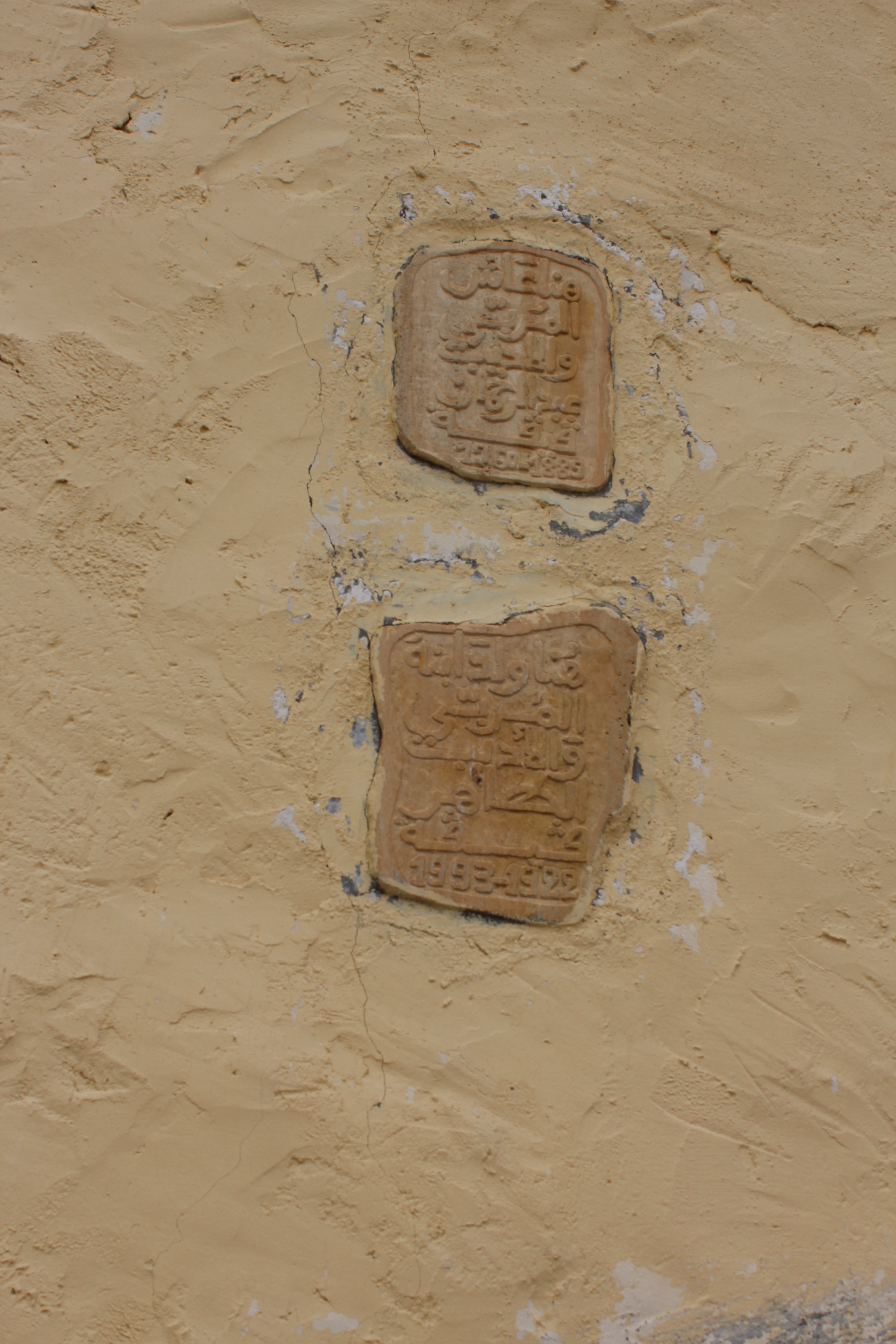
Plaques commémoratives pour Tahar Guiga et son père Abderrahman sur la façade de leur maison.

## Œuvres
L'œuvre magistrale d'Abderrahman Guiga est la publication de sa Geste hilalienne (Sīrat Banī Hilāl). Issue d'un travail de compilation de textes oraux traditionnels récités dans un dialecte de type bédouin, le texte arabe, dont le but est d'atteindre un large public au delà des cercles universitaires, est un compromis intéressant entre un arabe standard moderne compréhensible par tous les lecteurs instruits et le maintien de quelques formes idiomatiques archaïques et de vocabulaire ancien spécifique qui laissent au texte son cachet authentique. La mise en forme finale du texte arabe est publiée par son fils Tahar Guiga en même temps que sa traduction en langue française effectuée elle aussi par son fils.
Ce travail constitue une étape clé popularisant l'importance de l'épopée hilalienne en Tunisie et encourage toute une série de travaux ethnographiques et folkloristes d'enregistrement de performances orales, dans les années 1970 et les décennies suivantes (comme ceux publiés par Anita Baker), et la publication d'inventaires des manuscrits de transcriptions connus (comme les travaux de Svetozár Pantůček, Abderrahman Ayoub, Claude Breteau, Micheline Galley et Arlette Roth).
- William Marçais et Abderrahman Guiga, Textes arabes de Takroûna, 1925
- William Marçais et Abderrahman Guiga, Textes arabes de Takroûna 2, t. 1-8, Paris, Paul Geuthner/Centre national de la recherche scientifique, 1958-1961, 4453 p.
- Tahar Guiga et Abderrahman Guiga, La Geste hilalienne, Tunis, Maison tunisienne de l'édition, 1968, 86 p.